# Dubai Tennis Championships 2020
Dubai Tennis Championships 2020 (також відомий під назвою Dubai Duty Free Tennis Championships за назвою спонсора) - чоловічий і жіночий тенісний турнір, що проходив на відкритих кортах з твердим покриттям Aviation Club Tennis Centre у Дубаї (ОАЕ). Належав до категорії 500 у рамках Туру ATP 2020 і категорії Premier у рамках Туру WTA 2020.. Жіночий турнір тривав з 17 до 22 лютого, а чоловічий - з 24 до 29 лютого 2020 року.
Жіночі змагання розширились до 30 учасниць в основній сітці й 48 учасниць у кваліфікації, що стало наслідком скасування Hungarian Ladies Open, який мав відбутися того самого тижня, що й Dubai Tennis Championships.

## Очки

### Нарахування очок
| Дисципліна                 | П   | Ф   | ПФ  | ЧФ  | 1/8 | 1/16 | Q   | Q3  | Q2  | Q1  |
| Одиночний розряд, чоловіки | 500 | 300 | 180 | 90  | 45  | 0    | 20  | Н/Д | 10  | 0   |
| Парний розряд, чоловіки    | 500 | 300 | 180 | 90  | 0   | Н/Д  | 45  | Н/Д | 25  | 0   |
| Одиночний розряд, жінки    | 470 | 305 | 185 | 100 | 55  | 1    | 25  | 18  | 13  | 1   |
| Жінки, парний розряд       | 470 | 305 | 185 | 100 | 1   | Н/Д  | Н/Д | Н/Д | Н/Д | Н/Д |

## Учасники основної сітки в одиночному розряді

### Сіяні
| Країна  | Гравець               | Рейтинг1 | Сіяний |
| ------- | --------------------- | -------- | ------ |
| Сербія  | Новак Джокович        | 1        | 1      |
| Греція  | Стефанос Ціціпас      | 6        | 2      |
| Франція | Гаель Монфіс          | 9        | 3      |
| Італія  | Фабіо Фоніні          | 11       | 4      |
| Іспанія | Роберто Баутіста Аґут | 12       | 5      |
| Росія   | Андрій Рубльов        | 14       | 6      |
| Росія   | Карен Хачанов         | 17       | 7      |
| Франція | Бенуа Пер             | 20       | 8      |

- Рейтинг подано станом на 17 лютого 2020.

### Інші учасники
Нижче наведено учасників, які отримали вайлдкард на участь в основній сітці:
- Prajnesh Gunneswaran
- Малік Джазірі
- Мохамед Сафват

Учасники, що потрапили в основну сітку завдяки захищеному рейтингу:
- Лу Єн-Сун

Нижче наведено гравців, які пробились в основну сітку через стадію кваліфікації:
- Ллойд Гарріс
- Lorenzo Musetti
- Денніс Новак
- Ясутака Утіяма

### Знялись з турніру
До початку турніру
- Роджер Федерер → його замінив  Йосіхіто Нісіока
- Жо-Вілфрід Тсонга → його замінив  Річардас Беранкіс

## Учасники основної сітки в парному розряді

### Сіяні
| Країна     | Гравець      | Країна          | Гравець       | Рейтинг1 | Сіяний |
| ---------- | ------------ | --------------- | ------------- | -------- | ------ |
| США        | Ражів Рам    | Велика Британія | Джо Солсбері  | 11       | 1      |
| Хорватія   | Іван Додіг   | Словаччина      | Філіп Полашек | 17       | 2      |
| Німеччина  | Кевін Кравіц | Німеччина       | Андреас Міс   | 25       | 3      |
| Нідерланди | Веслі Колгоф | Хорватія        | Нікола Мектич | 38       | 4      |

- Рейтинг подано станом на 17 лютого 2020.

### Інші учасники
Нижче наведено пари, які отримали вайлдкард на участь в основній сітці:
- Abdulrahman Al Janahi /  Fares Al Janahi
- Меттью Ебден /  Леандер Паес

Нижче наведено пари, що пробились в основну сітку через стадію кваліфікації:
- Генрі Контінен /  Ян-Леннард Штруфф

## Учасниці основної сітки в одиночному розряді

### Сіяні
| Країна     | Гравчиня          | Рейтинг1 | Сіяна |
| ---------- | ----------------- | -------- | ----- |
| Румунія    | Сімона Халеп      | 2        | 1     |
| Чехія      | Кароліна Плішкова | 3        | 2     |
| Україна    | Еліна Світоліна   | 4        | 3     |
| Швейцарія  | Белінда Бенчич    | 5        | 4     |
| США        | Софія Кенін       | 7        | 5     |
| Нідерланди | Кікі Бертенс      | 8        | 6     |
| Білорусь   | Арина Соболенко   | 13       | 7     |
| Хорватія   | Петра Мартич      | 15       | 8     |
| Іспанія    | Гарбінє Мугуруса  | 16       | 9     |

- Рейтинг подано станом на 10 лютого 2020.

### Інші учасниці
Нижче наведено учасниць, які отримали вайлдкард на участь в основній сітці:
- Кім Клейстерс
- Унс Джабір
- Гарбінє Мугуруса
- Еліна Світоліна

Учасниці, що потрапили до основної сітки як особливий виняток:
- Олена Рибакіна

Нижче наведено гравчинь, які пробились в основну сітку через стадію кваліфікації:
- Дженніфер Брейді
- Сорана Кирстя
- Вероніка Кудерметова
- Крістіна Младенович
- Олександра Соснович
- Катерина Сінякова

Як щасливий лузер в основну сітку потрапили такі гравчині:
- Сє Шувей

### Знялись з турніру
До початку турніру
- Б'янка Андрееску → її замінила  Анастасія Павлюченкова
- Ешлі Барті → її замінила  Ван Цян
- Кікі Бертенс → її замінила  Сє Шувей
- Медісон Кіз → її замінила  Барбора Стрицова
- Джоанна Конта → її замінила  Анастасія Севастова

## Учасниці основної сітки в парному розряді

### Сіяні
| Країна            | Гравчиня           | Країна            | Гравчиня             | Рейтинг1 | Сіяна |
| ----------------- | ------------------ | ----------------- | -------------------- | -------- | ----- |
| Китайський Тайбей | Сє Шувей           | Чехія             | Барбора Стрицова     | 3        | 1     |
| Китайський Тайбей | Чжань Хаоцін       | Китайський Тайбей | Латіша Чжань         | 24       | 2     |
| США               | Ніколь Мелічар     | КНР               | Сюй Їфань            | 27       | 3     |
| Канада            | Габріела Дабровскі | КНР               | Ч Шуай               | 29       | 4     |
| Чехія             | Барбора Крейчикова | КНР               | Чжен Сайсай          | 33       | 5     |
| Чехія             | Квета Пешке        | Нідерланди        | Демі Схюрс           | 35       | 6     |
| КНР               | Дуань Інін         | Росія             | Вероніка Кудерметова | 42       | 7     |
| Японія            | Аояма Сюко         | Японія            | Ена Сібахара         | 53       | 8     |

- Рейтинг подано станом на 10 лютого 2020.

### Інші учасниці
Пари, що отримали вайлд-кард на участь в основній сітці:
- Монік Адамчак /  Яна Сізікова
- Каролін Гарсія /  Саня Мірза

### Відмовились від участі
Під час турніру
- Маркета Вондроушова (розтягнення правого аддуктора)

## Переможці та фіналісти

### Одиночний розряд, чоловіки
- Новак Джокович —  Стефанос Ціціпас, 6–3, 6–4

### Одиночний розряд, жінки
- Сімона Халеп —  Олена Рибакіна, 3–6, 6–3, 7–6(7–5)

### Парний розряд, чоловіки
- Джон Пірс /  Майкл Венус —  Равен Класен /  Олівер Марах, 6–3, 6–2

### Парний розряд, жінки
- Сє Шувей /  Барбора Стрицова —  Барбора Крейчикова /  Чжен Сайсай, 7–5, 3–6, [10–5]